# البنك الحيوي
البنك الحيوي هو نوع من المستودعات الحيوية التي تخزن عينات بيولوجية (بشرية عادة) لاستخدامها في البحث. أصبحت البنوك الحيوية موردًا مهمًا في البحث الطبي، حيث تدعم العديد من أنواع الأبحاث المعاصرة مثل علم الجينوم والطب الشخصي.

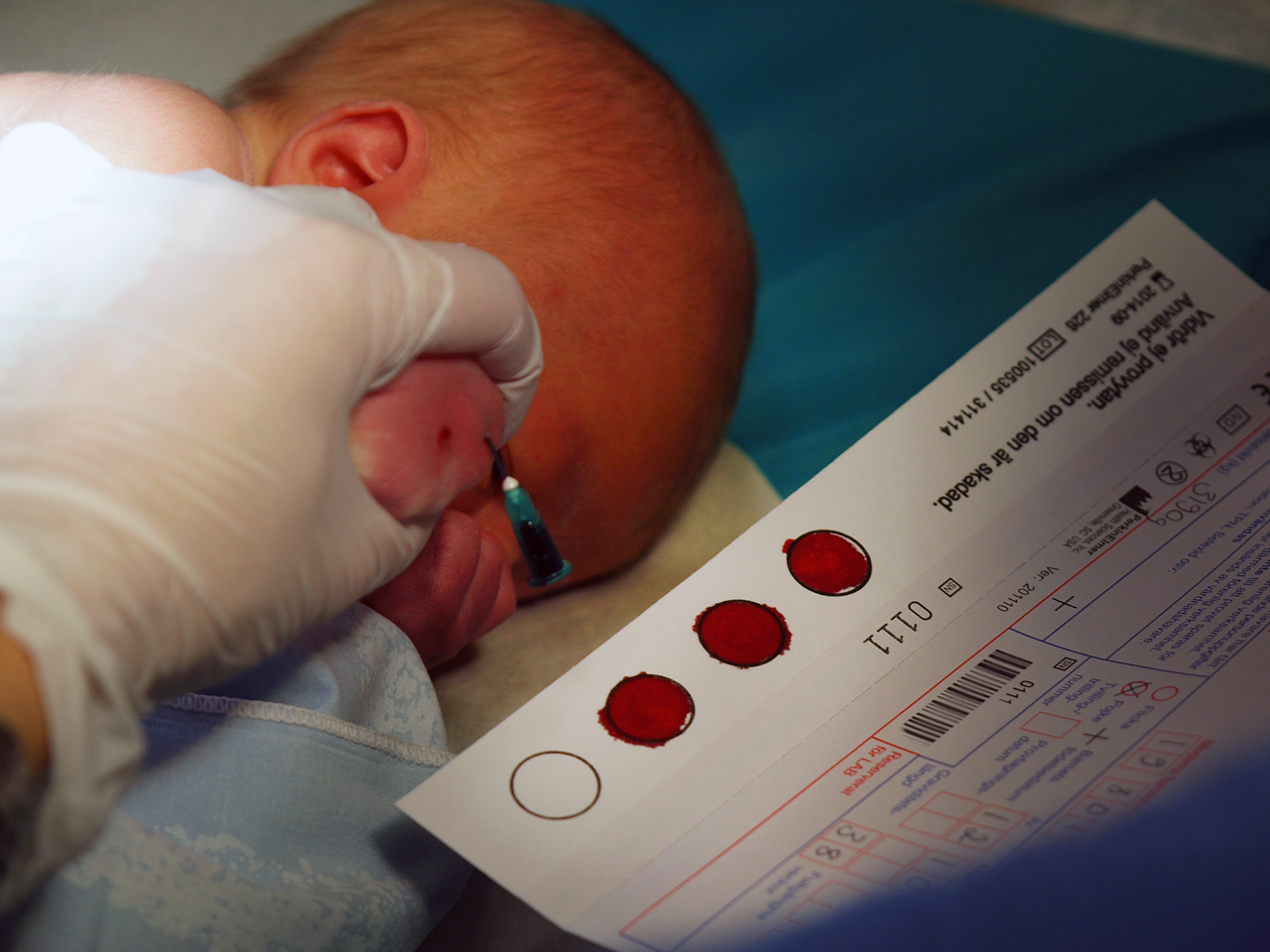
يتم جمع عينات الدم من طفل حديث الولادة في السويد للبنك الحيوي الوطني للتسجيل.

يمكن للبنوك الحيوية أن تمنح الباحثين إمكانية الوصول إلى البيانات التي تمثل عددًا كبيرًا من الأشخاص. غالبًا ما يمكن استخدام العينات في البنوك الحيوية والبيانات المستمدة من تلك العينات من قبل العديد من الباحثين لإجراء دراسات بحثية متعددة الأغراض. على سبيل المثال، ترتبط العديد من الأمراض بتعدد أشكال النوكليوتيدات المفردة. يمكن لدراسات الارتباط على مستوى الجينوم باستخدام بيانات من عشرات أو مئات الآلاف من الأفراد تحديد هذه الارتباطات الجينية باعتبارها مؤشرات حيوية محتملة للمرض. كافح العديد من الباحثين للحصول على عينات كافية قبل ظهور البنوك الحيوية.
أثارت البنوك الحيوية أسئلة حول الخصوصية وأخلاقيات البحث وأخلاقيات مهنة الطب. تختلف وجهات النظر حول ما يشكل أخلاقيات البنك الحيوي المناسبة. ومع ذلك، فقد توصلوا بإجماع على أن تشغيل البنوك الحيوية دون وضع مبادئ وسياسات حاكمة مدروسة بعناية قد يكون ضارًا بالمجتمعات التي تشارك في برامج البنوك الحيوية.

## خلفية تاريخية
ظهر مصطلح «البنك الحيوي» لأول مرة في أواخر التسعينيات وهو مصطلح واسع تطور في السنوات الأخيرة. أحد التعريفات هو «مجموعة منظمة من المواد البيولوجية البشرية والمعلومات ذات الصلة المخزنة لغرض واحد أو أكثر من أغراض البحث.» يمكن أيضًا وصف مجموعات النباتات والحيوانات والميكروبات وغيرها من المواد غير البشرية على أنها بنوك حيوية ولكن في بعض المناقشات المصطلح محجوز للعينات البشرية.
عادة ما تشتمل البنوك الحيوية على مرافق تخزين مبردة للعينات. قد يتراوح حجمها من الثلاجات الفردية إلى المستودعات، ويتم صيانتها بواسطة مؤسسات مثل المستشفيات والجامعات والمنظمات غير الربحية وشركات الأدوية.
يمكن تصنيف البنوك الحيوية حسب الغرض أو التصميم. عادة ما يكون للبنوك الحيوية الموجهة للأمراض فرع تابع للمستشفى يتم من خلاله جمع عينات تمثل مجموعة متنوعة من الأمراض، ربما للبحث عن المؤشرات الحيوية المرتبطة بالمرض.
في عام 2008، قام باحثو الولايات المتحدة بتخزين 270 مليون عينة في البنوك الحيوية، وكان معدل جمع العينات الجديدة 20 مليونًا سنويًا. تمثل هذه الأرقام تغييرًا أساسيًا عالميًا في طبيعة البحث بين الوقت الذي لا يمكن فيه استخدام هذه الأرقام من العينات والوقت الذي بدأ فيه الباحثون في طلبها. لكن بعض التحديات التي أثارها ظهور البنوك الحيوية هي قضايا أخلاقية وقانونية واجتماعية تتعلق بوجودها، بما في ذلك العدالة في جمع التبرعات من السكان الضعفاء، وتقديم الموافقة للمانحين، واللوجستيات الخاصة بالإفصاح عن البيانات للمشاركين، وخصوصية وأمن المانحين المشاركين. بسبب هذه المشاكل الجديدة، بدأ الباحثون وصناع القرار في طلب أنظمة جديدة لإدارة البحوث.
حدد العديد من الباحثين البنوك الحيوية كمجال رئيسي لتطوير البنية التحتية من أجل تعزيز اكتشاف الأدوية وتطوير الأدوية.

## العينات البيولوجية
تؤخذ العينات المخزونة بواسطة بنك حيوي والمتاحة للباحثين. تشمل أنواع العينات الدم والبول وخلايا الجلد وأنسجة الأعضاء وغيرها من المواد. على نحو متزايد، أصبحت طرق أخذ عينات الأنسجة أكثر استهدافًا، وتتضمن أحيانًا استخدام التصوير بالرنين المغناطيسي لتحديد مناطق معينة من الأنسجة التي يجب أخذ عينات منها. يحتفظ البنك الحيوي بهذه العينات في حالة جيدة حتى يحتاجها الباحث لإجراء اختبار أو إجراء تجربة أو إجراء تحليل.

## التخزين
يجب أن تقوم البنوك الحيوية، مثل قواعد بيانات الحمض النووي الأخرى، بتخزين وتوثيق الوصول إلى العينات ومعلومات المتبرعين بعناية. يجب الحفاظ على العينات بشكل موثوق مع الحد الأدنى من التدهور بمرور الوقت، حمايتها من التلف المادي، العرضي والمتعمد. وتخزن تسجيل كل عينة تدخل إلى النظام وتخرج منه مركزيًا، وعادةً ما يتم ذلك على نظام قائم على الكمبيوتر يمكن نسخه احتياطيًا بشكل متكرر. يُلاحظ الموقع المادي لكل عينة للسماح بتحديد الموقع السريع للعينات. تقوم أنظمة الأرشفة بإلغاء تحديد العينات لاحترام خصوصية المتبرعين والسماح بتعمية الباحثين عن التحليل. يتم الاحتفاظ بقاعدة البيانات، بما في ذلك البيانات السريرية، بشكل منفصل بطريقة آمنة لربط المعلومات السريرية بعينات الأنسجة. أحيانًا ما تخزن العينات في درجة حرارة الغرفة، وقد تتطور استجابةً لعيوب التخزين في درجات الحرارة المنخفضة. الأنظمة الحالية صغيرة وقادرة على تخزين ما يقرب من 40000 عينة في حوالي عُشر المساحة التي يتطلبها المجمد بدرجة حرارة -80 درجة مئوية (−112 درجة فهرنهايت). وغالبًا ما تخزن النسخ المكررة أو العينات المنقسمة في مواقع منفصلة للأمان.

## الملكية
أحد الخلافات حول قواعد البيانات الكبيرة للمواد الجينية هو مسألة ملكية العينات. اعتبارًا من عام 2007، كان لدى أيسلندا ثلاثة قوانين مختلفة بشأن ملكية العينات المادية والمعلومات التي تحتوي عليها. ينص القانون الآيسلندي على أن الحكومة الأيسلندية لها حقوق الوصاية على العينات المادية نفسها بينما يحتفظ المانحون بحقوق الملكية.